# Museo Nazionale del Cinema
Museo Nazionale del Cinema (pełna nazwa: Museo nazionale del cinema – Fondazione Maria Adriana Prolo; pol. Narodowe Muzeum Kinematografii/Kina – Fundacja im. Marii Adriany Prolo) – muzeum kinematografii w Turynie, otwarte 27 września 1958 roku w oparciu o zbiór dokumentów związanych z historią kinematografii w Turynie, zgromadzonych przez Marię Adrianę Prolo od 1941 roku. W 1992 roku (rok po śmierci Prolo) założono fundację jej imienia, mającą za zadanie wspieranie działalności muzeum. Muzeum od 2000 roku mieści się w historycznym budynku Mole Antonelliana.

## Historia
W 1941 roku Maria Adriana Polo zaczęła zbierać dokumenty związane z historią kinematografii w Turynie. W 1953 roku utworzono stowarzyszenie Associazione Culturale del Museo del Cinema, a 27 września 1958 roku w Palazzo Chiablese otwarto Museo del Cinema. Motywacją do założenia muzeum kinematografii w Turynie był fakt, iż w tym mieście narodził się i rozwinął włoski przemysł filmowy, a miasto stało się stolicą filmu niemego we Włoszech. Po kilku miesiącach otwarto muzealną bibliotekę (Biblioteca del Museo). W 1985 roku muzeum zamknięto ze względów bezpieczeństwa. 20 lutego 1991 zmarła Maria Adriana Prolo. W 1992 roku z inicjatywy: Regione Piemonte, Comune di Torino, Provincia di Torino, Città di Torino, Compania di San Paolo, Fondazione Cassa di Risparmio di Torino, Gruppo Torinese Trasporti i Associazione Museo Nazionale del Cinema utworzono fundację jej imienia. 19 lipca 2000 roku otwarto dla publiczności Museo Nazionale del Cinema, ulokowane w nowej siedzibie w Mole Antonelliana. Muzeum od chwili jego otwarcia zwiedziło ponad 7 milionów gości, co czyni je jednym z najczęściej odwiedzanych muzeów we Włoszech (pierwszym w Piemoncie i ósmym we Włoszech w kategorii muzeów historyczno-artystycznych).
Do popularności muzeum przyczynia się bogactwo jego zbiorów, różnorodność oferty programowej, umiejętność przyciągnięcia zróżnicowanej publiczności oraz udana lokalizacja w Mole Antonelliana, budynku będącym symbolem Turynu.

## Zbiory
Obecnie Muzeum posiada obszerny zbiór cennych materiałów, w wielu przypadkach unikalnych w skali światowej; składają się nań fotografie, dokumentujące kolejne etapy historii kina, począwszy od filmu niemego aż do produkcji dźwiękowych, a także ewolucję sztuki i techniki fotograficznej od jej początku aż do pierwszych dziesięcioleci XX wieku, plakaty i materiały reklamowe, sprzęt kinowy, kostiumy oraz różnego rodzaju pamiątki.
Cineteca gromadzi filmy nieme i dźwiękowe, posiada unikalną kolekcję włoskich niemych filmów; związane są z nią Videoteca i Fonoteca. Archiwum posiada również zbiory największych firm produkcyjnych włoskiego kina niemego, zaś biblioteka medialna Bibliomediateca ze względu na obszerność i różnorodność posiadanego dziedzictwa należy do najbardziej prestiżowych w Europie.
Do muzeum należy także multipleks kinowy Multisala Cinema Massimo, położony przy Via Verdi 18, nieopodal Mole Antonelliana. Multisala Cinema Massimo, która znajduje się pod zarządem Muzeum od 1989 roku, została całkowicie odrestaurowana pod względem technologicznym: wszystkie sale są wyposażone w projektory cyfrowe o rozdzielczości 2K. Multipleks został otwarty 24 stycznia 2001 roku i od tamtego czasu skorzystało z niego ponad milion widzów.
Sala Uno i Sala Due, mające odpowiednio 453 i 147 miejsc, służą do premierowych pokazów filmów autorskich, przede wszystkim europejskich, włoskich i amerykańskich filmów niezależnych, a także filmów początkujących filmowców.
Sala Tre (147 miejsc) służy do pokazów filmów archiwalnych z całego świata, poczynając od kina niemego do produkcji współczesnych. Pokazom towarzysza retrospektywne imprezy, przeglądy, spotkania z czołowych postaciami ze świata filmu i kultury, debaty, konferencje i prezentacje książek. Filmy są przeważnie wyświetlane w wersji oryginalnej z włoskimi napisami. W Multisala Cinema Massimo odbywają się także organizowane w ciągu roku trzy festiwale filmowe: Torino Film Festival, CinemAmbiente i Torino Gay&Lesbian Film Festival. 

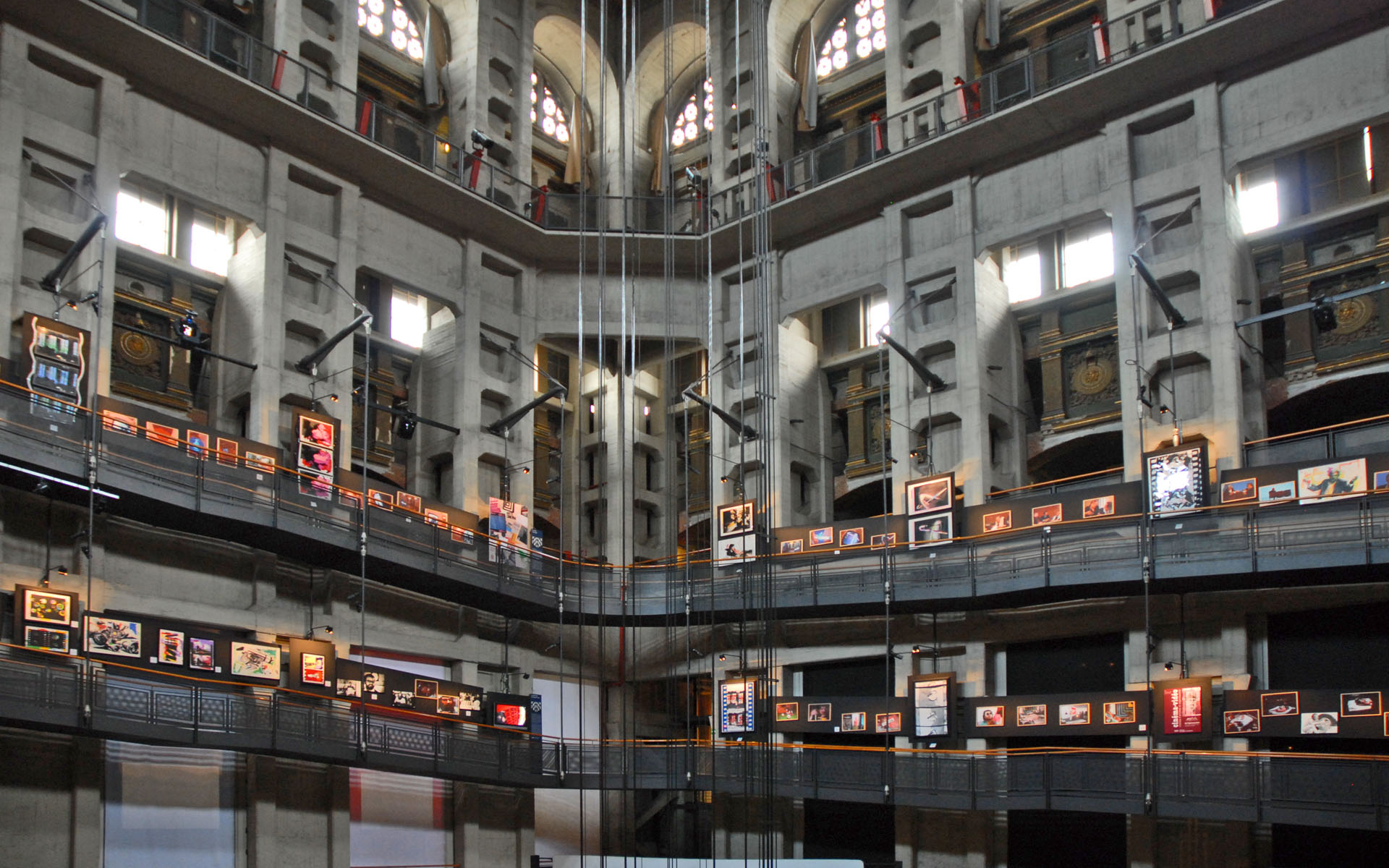
Wnętrze muzeum
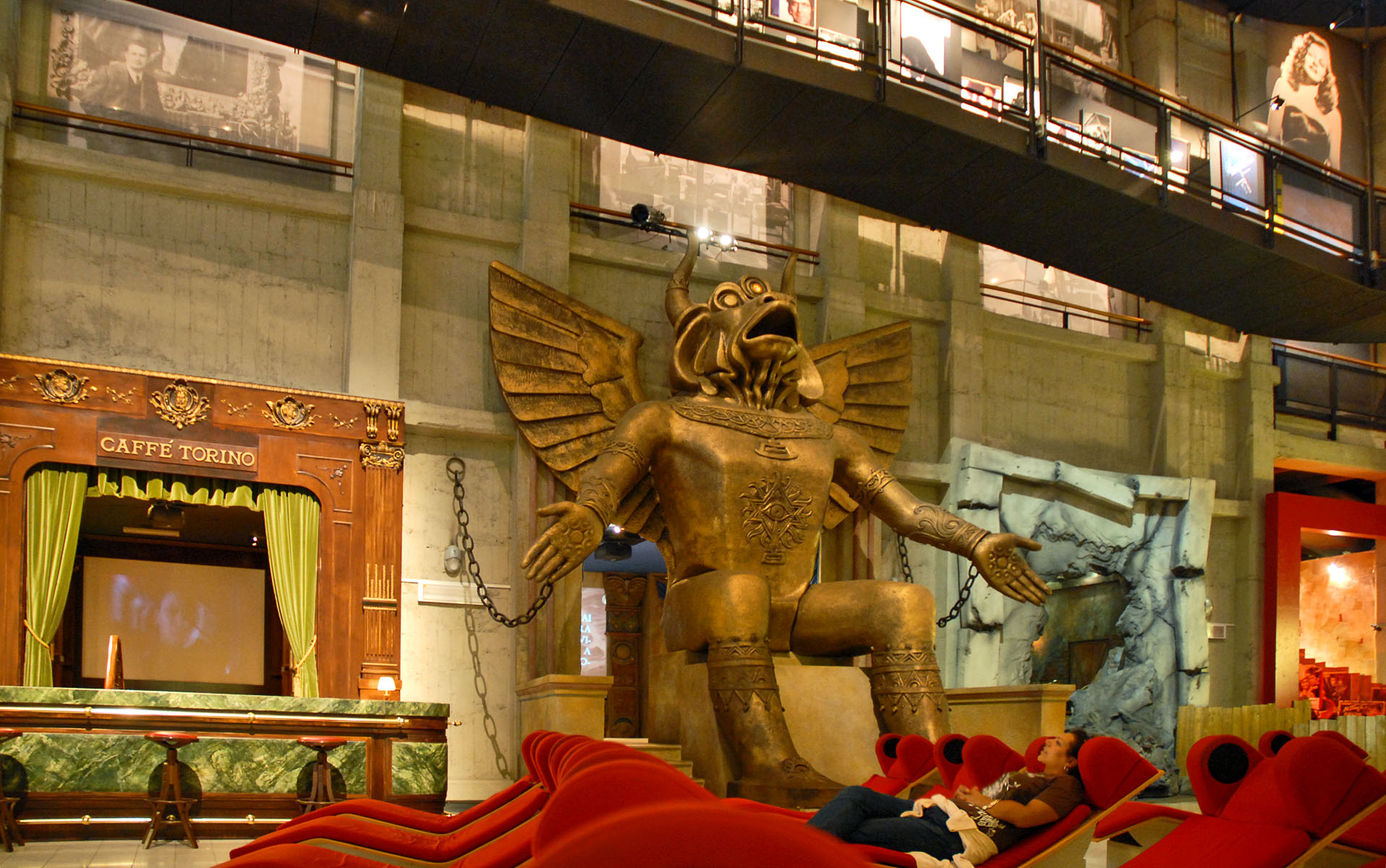
Posąg Molocha z filmu Cabiria Giovanniego Pastrone
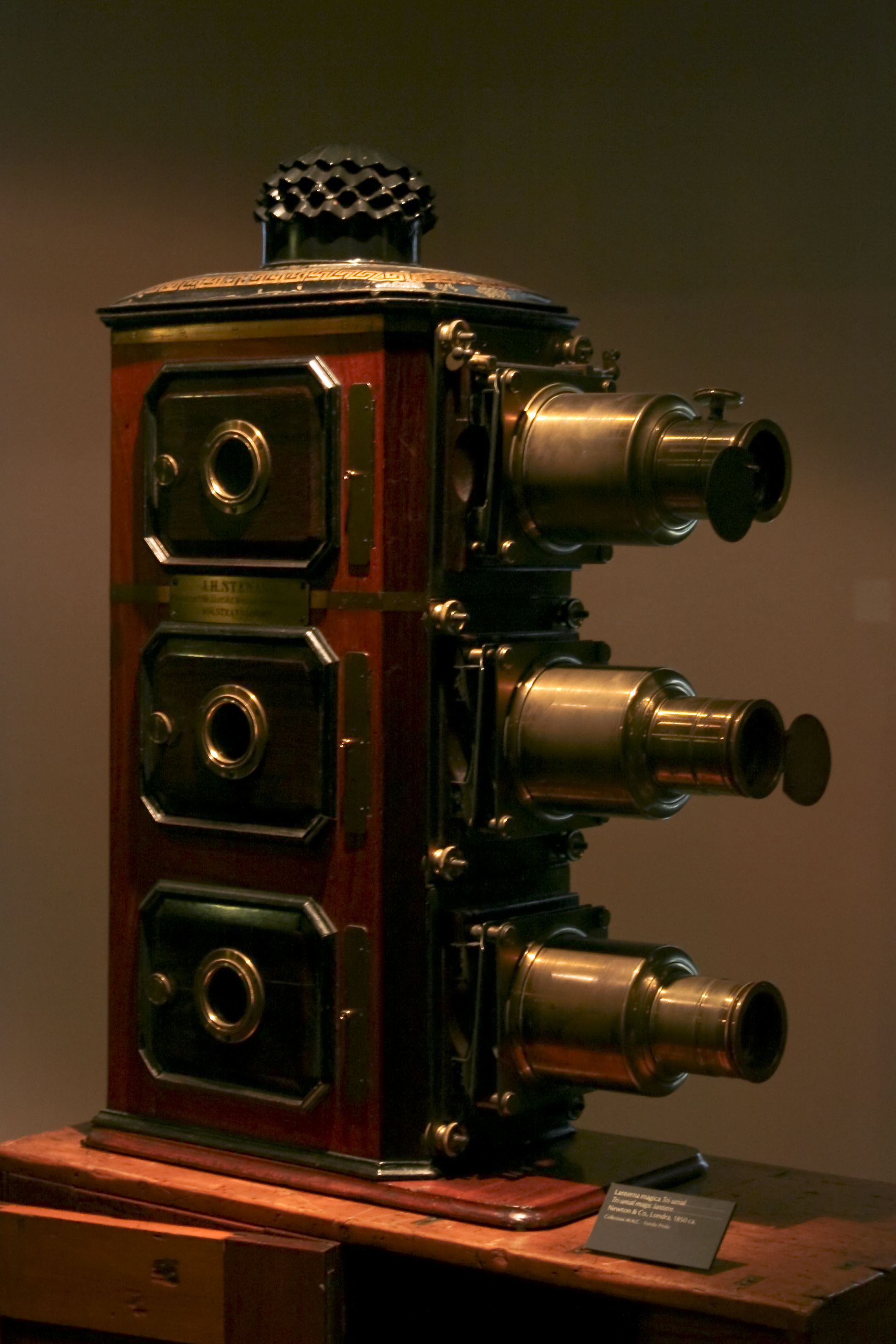
Latarnia czarnoksięska
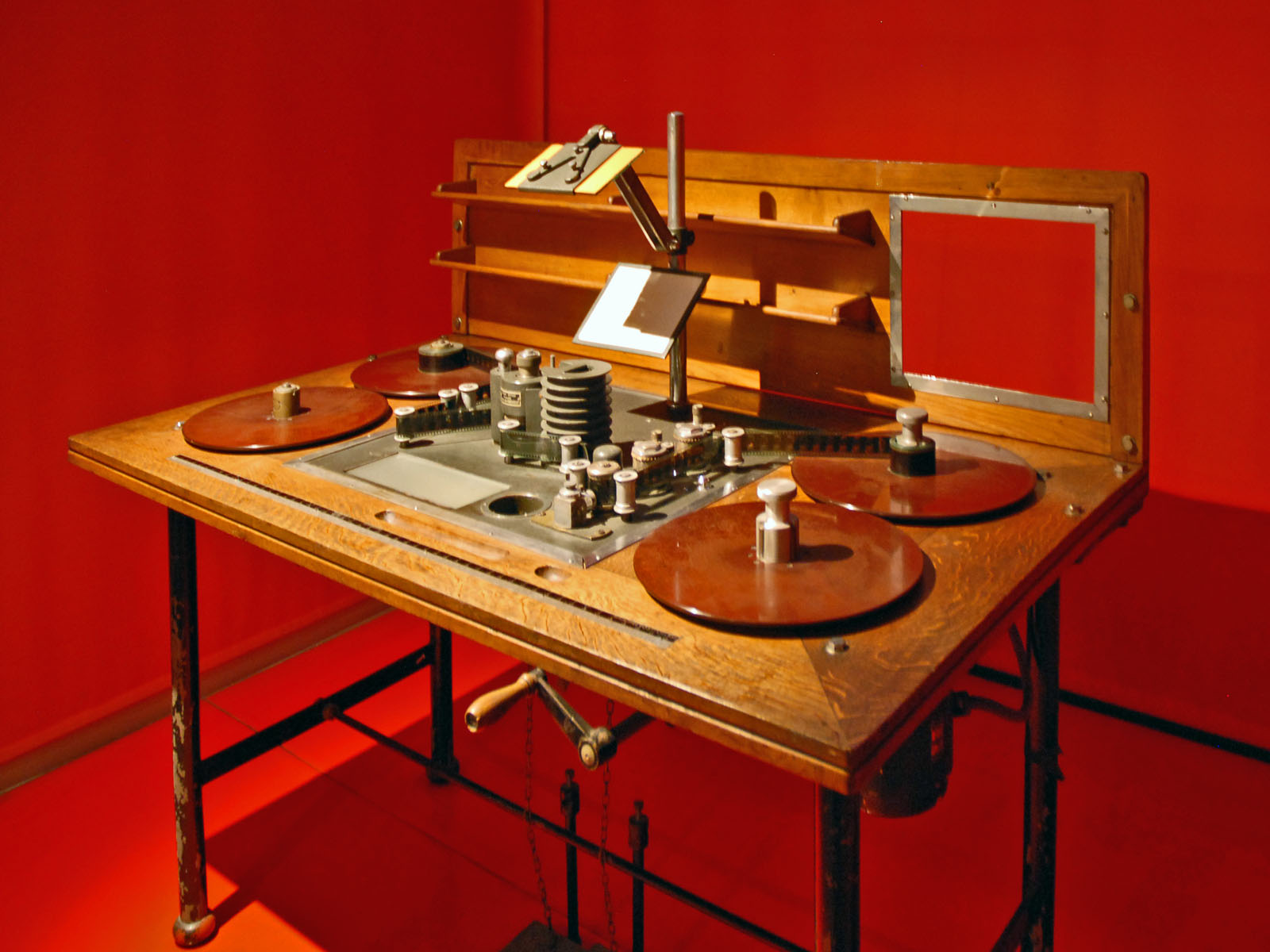
Stół montażowy z 1940 roku
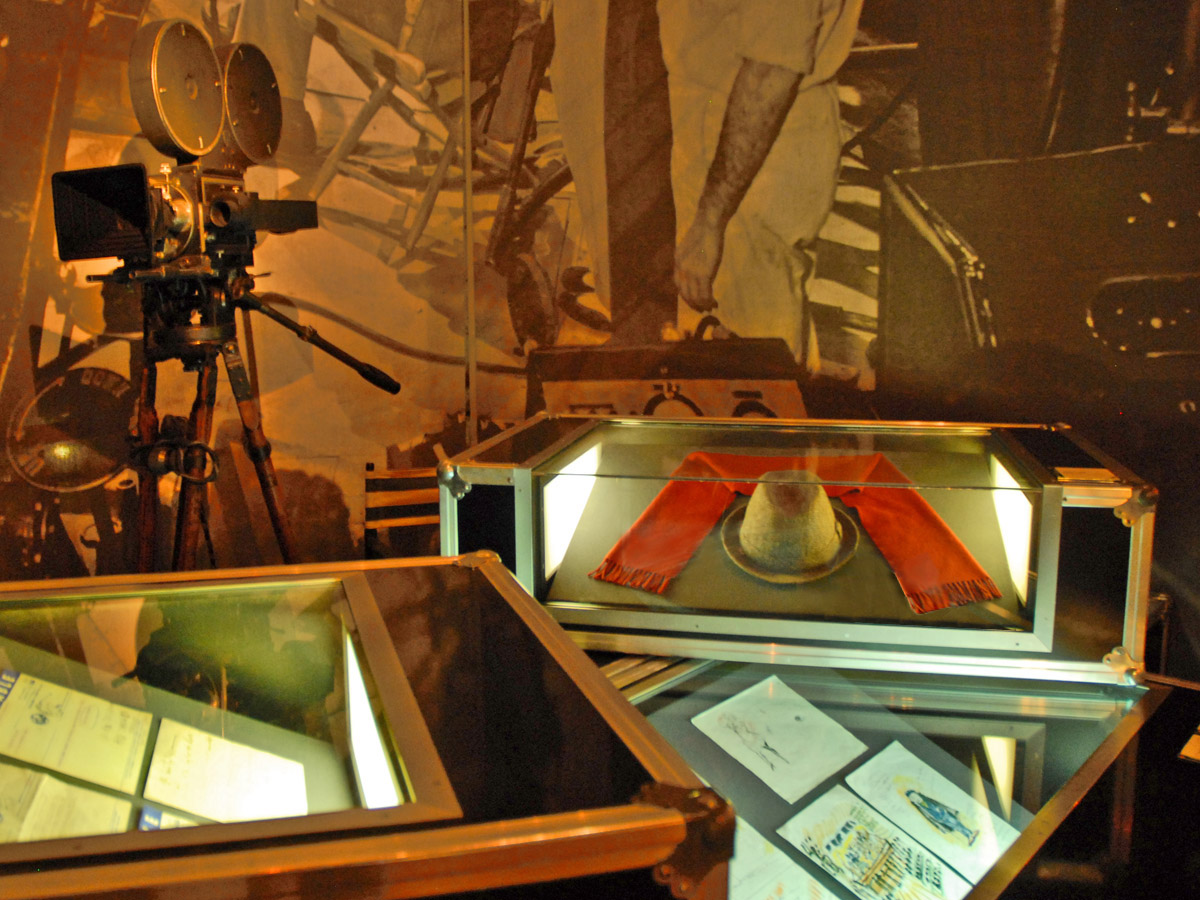
Pamiątki po Federico Fellinim – kapelusz, czerwony szalik i listy